# Reithrodontomys musseri
Reithrodontomys musseri is een knaagdier uit de familie van de Cricetidae. De soort leeft alleen in Costa Rica en het werd in 2009 wetenschappelijk beschreven.

## Voorkomen
Reithrodontomys musseri is alleen bekend van de bergbossen op 3.300 meter boven zeeniveau van de Cerro Asunción in de provincie Cartago.

## Kenmerken
Reithrodontomys musseri is een van de kleinste oogstmuizen met een totale lengte van 16 centimeter, waarvan de staart 10 centimeter inneemt. De dichte, zachte, licht wollige vacht is donker van kleur.